# بیش از حد عاشقانه
بیش از حد عاشقانه (به انگلیسی: Too Much Romance... It's Time for Stuffed Peppers) و (به ایتالیایی: Peperoni ripieni e pesci in faccia) یک فیلم کمدی-درام ایتالیایی محصول سال ۲۰۰۴ به نویسندگی و کارگردانی لینا ورتمولر است.
نام کامل این فیلم ، بیش از حد عاشقانه ، این زمان برای پر کردن فلفل است می باشد.

## بازیگران
- سوفیا لورن : ماریا
- اف. موری آبراهام : جفری
- کاسپر زافر : فرانسیسکو
- کارولینا روسی : میریام
- سیلویا آباسکال : نلی
- الیو پاندولفی : ملینو
- امیلیانو کولتورتی : مارکو
- آنجلا پاگانو : اسونتا
- مویرا گراسی : النا
- الویو پورتا